# Arbeitshaus (Weimar)

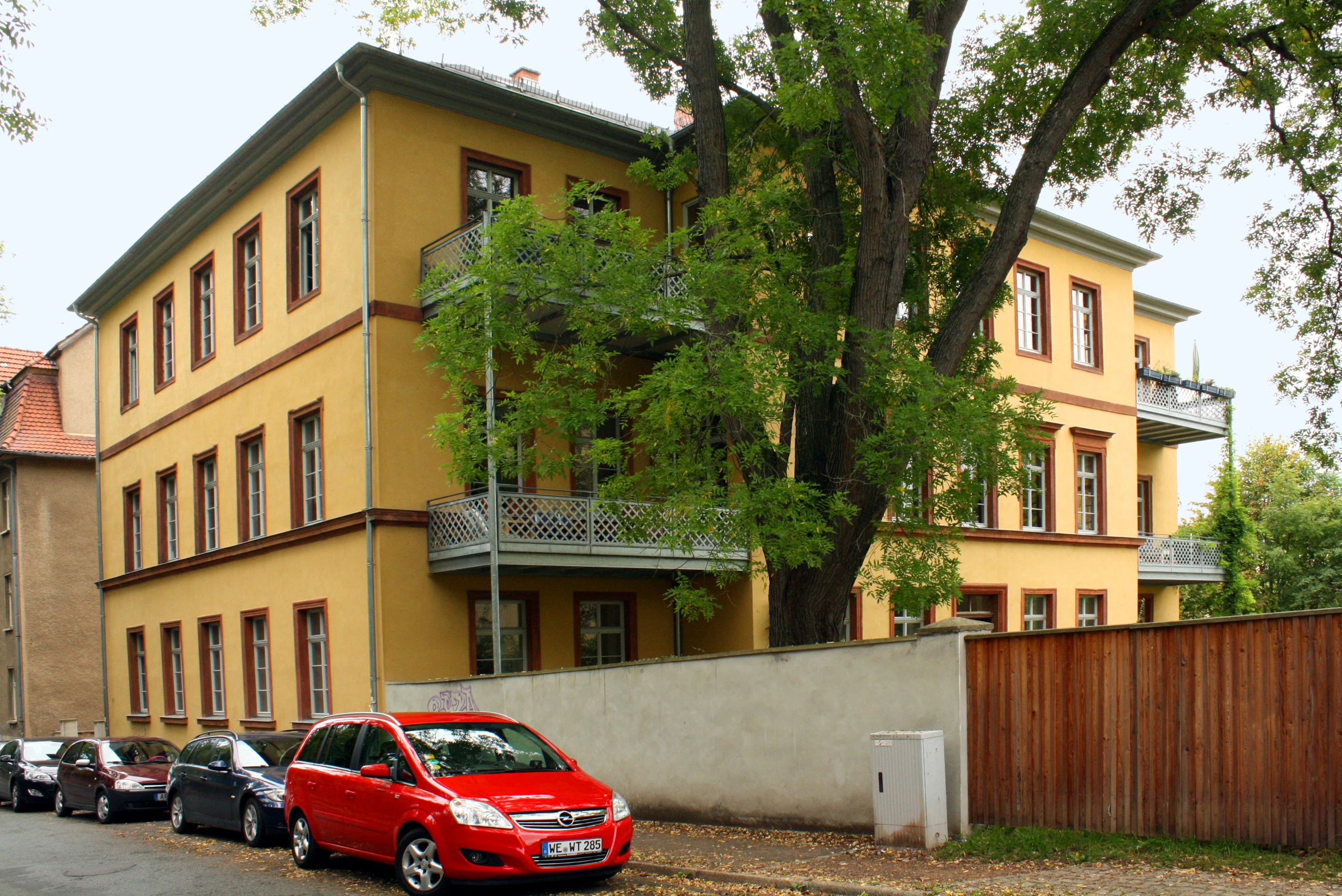
Ehemaliges Arbeitshaus in Weimar

Das seit 1879 bestehende Weimarer Armen- und Arbeitshaus bot ca. 30 straffällig gewordenen Personen eine Unterkunft und ließ sie gegen einen Tagelohn Haus- und Holzarbeiten verrichten. Es war Teil der öffentlichen Armenpflege und ein wesentliches Instrument der städtischen Rechtspflege. Der Erlös der Holzarbeiten ging seit 1877 an die Stadtkämmerei. Angeschlossen war eine Holzspalteanstalt, um in den Wintermonaten eine Beschäftigung bieten zu können.
Adresse war lt. Adressbuch von Weimar die Amalienstraße 21. Das ist die heutige Karl-Haußknecht-Straße 19. Das heute als Wohngebäude genutzte dreigeschossige Gebäude mit einem großen Mittelrisalit steht auf der Liste der Kulturdenkmale in Weimar (Einzeldenkmale).
Die Verwaltung und Betreuung für die Klienten bestand den Weimarer Adressbüchern zufolge aus einem Rechnungsführer, einem Kontrolleur und einem Hausverwalter.
Das alte Arbeitshaus (auch genannt Siechenhaus), ein eingeschossiges Gebäude mit Mansarddach, wurde 1769/70 von Anton Georg Hauptmann nach den Plänen des Landbaumeisters Johann Gottfried Schlegel vor dem Erfurter Tor, dem heutigen Sophienstiftsplatz, errichtet und wurde 1877 abgerissen. Es war der erste bedeutende Bau Hauptmanns im herrschaftlichen Auftrag.
Gegenüber lag dort die Federwischmühle, die ebenfalls der Neubebauung weichen musste.